# 圣吉罗 (萨瓦省)
圣吉罗（法語：Saint-Girod，法語發音：[sɛ̃ ʒiʁo]）是法国萨瓦省的一个旧市镇，属于尚贝里区。2016年，圣吉罗与临近的5个市镇合并为新市镇昂特勒拉克。

## 地理
圣吉罗（45°46'48"N, 5°58'2"E）面积6.35 平方千米，位于法国奥弗涅-罗讷-阿尔卑斯大区萨瓦省，该省份为法国东部省份，历史上为薩伏依的一部分，北起上萨瓦省，西接伊泽尔省和安省，南部和东部与上阿尔卑斯省和意大利接壤。
与圣吉罗接壤的市镇（或旧市镇、城区）包括：莫尼亚尔、圣乌尔斯、谢纳-莱弗拉斯、圣费利克斯、阿尔邦斯。

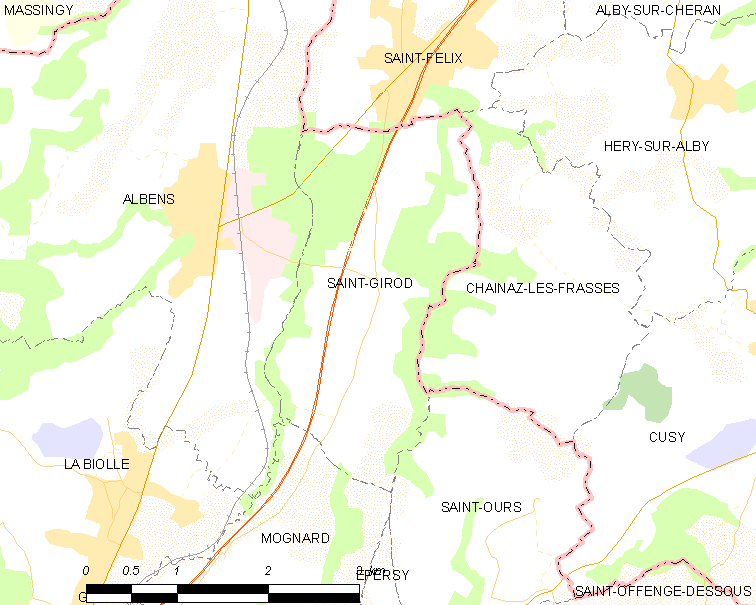
的OSM定位图

圣吉罗的时区为UTC+01:00、UTC+02:00（夏令时）。

## 行政
圣吉罗的邮政编码为73410，INSEE市镇编码为73239。

## 政治
圣吉罗所属的省级选区为艾克斯莱班第一县。

## 人口

1962-2008年间人口变化图示

圣吉罗于2018年1月1日时的人口数量为622人。